# La Stampa
«Стампа» (итал. La Stampa — «Печать») — одна из крупнейших ежедневных газет Италии. Основана в 1867 году в Турине.
Ранее называлась «Пьемонтский вестник» (итал. Gazzetta Piemontese), и была либеральным органом, очень распространённым в северной Италии, затем заняв центристские позиции.
Текущий владелец — FIAT Group. Главная контора находится в Турине. В 2015 году тираж составлял более 254 тысяч копий. Четвёртая по тиражу, после «Коррьере делла сера», «Репубблика» и Il Sole 24 Ore, газета в Италии.

## История

### XIX—XX века
Издание основано в городе Турине 9 февраля 1867 (1866) года под названием Gazzetta Piemontese журналистом и писателем Витторио Берсецио. В 1895 году издание купил Альфредо Фрассати. Именно он дал новое название для газеты — «Ла Стампа». После прихода к власти Бенито Муссолини Фрассати всё ещё оставался издателем. «Ла Стампа» теперь считалась либеральной газетой и защитником демократии. Отказавшийся от поддержки фашистов Фрассати в 1924 году был вынужден уйти в отставку (к тому же, газета критиковала убийство социалиста Джакомо Маттеотти). В течение нескольких лет издание использовалось в качестве рупора фашистской пропаганды.
После Второй мировой войны «Стампа» временно переименовали в La Nuova Stampa — издание с довоенными традициями. На страницах газеты освещались итальянские социальные проблемы. Впоследствии газету купил Джованни Аньелли.

### Современность
«Стампа» издавалась в Турине в формате плаката до ноября 2006 года. К тому же, в 1999 году газета запустила свой веб-сайт. «Ла Стампа» также инициировала проект, получивший название «Vatican Insider». Этот отдел считается частью ежедневного издания, а среди его сотрудников — известные аналитики. С 26 мая 2006 года в рамках газеты «Ла Стампа» выходит и ежемесячный журнал «Specchio +». До 7 апреля 2006 года журнал был еженедельным приложением к основному изданию. Сегодня газета характеризуется либеральным направлением. Издание имеет вечерний выпуск — «Стампа сера» («Stampa Sera»). В общем, «Стампа» рассчитана на жителей севера Италии, в частности, региона Пьемонт. С 2009 года и до сих пор главным редактором газеты «Стампа» является Марио Калабрези. С изданием сотрудничал итальянский писатель Альберто Моравиа (Alberto Moravia). В сентябре 2012 года редакция газеты переехала в новую главную контору в Турине, оставив историческое здание редакции. 9 апреля 2013 года в здании редакции было найдено взрывное устройство. Считается, что это дело рук анархистов. Взрывчатка была успешно обезврежена.
С 12 мая 2018 года газета выходит в новом графическом виде. Наиболее заметным элементом является изменение шрифта. Размер текста немного больше. Кроме того, раздел «Культура, общество и представления» был объединен под заголовком «Современное время», узнаваемый по использованию розового цвета на страницах. В тот же период на веб-сайте lastampa.it появился раздел «Главные новости», который включает редакционные статьи, которые можно прочитать только по подписке.
С 2015 года по 2019 год все статьи были опубликованы под лицензией Creative Commons BY-NC-ND.
В октябре 2019 года все статьи, опубликованные с 1867 года по 2005 год, были оцифрованы и доступны в сети бесплатно.

## Редакция
редакция
- Джулио Ансельми (редактор)
- Массимо Граммеллини (вице-редактор)
- Роберто Бельято (вице-редактор)
- Умберто ла Рокка (вице-редактор)
- Федерико Хемерикка (вице-редактор, Рим)

журналисты
- Массимо Граммеллини
- Барбара Спинелли
- Люсия Аннанзиета
- Гуидо Черонетти
- Анна Мина Меззини
- Маурицио Молинари
- Стефания Миретти
- Роберто Беккантини
- Фиамма Ниренштайн

бывшие журналисты
- Норберто Боббио
- Джованни Арпино
- Карло Фруттеро
- Франко Лучентини
- Энцо Беттица[10]

## Тираж
| Год  | Тираж        |
| ---- | ------------ |
| 1988 | 560 000 экз. |
| 1997 | 376 493 экз. |
| 2000 | 399 000 экз. |
| 2001 | 409 000 экз. |
| 2003 | 330 000 экз. |
| 2004 | 345 060 экз. |
| 2007 | 314 000 экз. |
| 2012 | 256 203 экз. |
| 2015 | 254 200 экз. |

## Критика
15 марте 2022 года, во время вторжения России в Украину, газета разместила статью «Missile fa strage a Donetsk. Scambio di accuse Kiev-Mosca» (с итал. — «Ракета убивает в Донецке. Обмен обвинениями между Киевом и Москвой») об обстреле Донецка 14 марта, в котором стороны обвинили друг друга. На следующий день редакция решила «снова показать чистый ужас войны» и на первой полосе разместила фотографию мужчины и трупов на заднем плане, снятую после обстрела Донецка и подписанную сверху как «La carneficina» («Бойня»). Ниже были размещены четыре новостных заголовка о войне, а на самом фото — новостые заголовки об решающем штурме Киева и детях-беженцах во Львове. Подпись о том, что именно было изображено на первой полосе, там отсутствовала, из-за чего фотографию можно было принять за снимок из штурмуемого российскими войсками Киева — за это газету раскритиковали.